# Bilfærge
En bilfærge er en færge, som er kendetegnet ved at transportere køretøjer fra havn til havn. Til tider anvendes den engelske betegnelsen "roll on/roll off" (da. køre på/køre af) – forkortet RoRo. Visse bilfærger medtager endda også tog, og er derfor en kombineret bil- og jernbanefærge. Det varierer fra skib til skib, om de så holder på samme eller forskellige dæk.

## Typer
De mest primitive færger er praktisk taget kun en hul jernramme med en motor, der kan drive den frem og tilbage over f.eks. en flod med én eller flere biler stående på toppen. Andre færger drives af et wiresystem opsat over vandløbet, hvor man ved maskinkraft eller håndkraft trækker fartøjet over vandet (ligesom en pram).
I den anden ende af spektret findes store skibe med flere bildæk – altså "etager", der er beregnede parkering under overfarten. Enten på skibet eller på kajen, er der så opstillet en eller flere landgangsbroer, der tillader køretøjerne at køre enten på eller af færgen, når den er i havn.
Efterhånden har hurtigtgående katamaranfærger også vundet udbredelse.
Allerstørst i registeret er bilfabrikkernes leveringsskibe, der er beregnet til at transportere fabriksnye biler ud til bilterminaler verden over. Disse er ikke beregnet til passagerbefordring, og de er vel nærmere at betragte som fragtskibe, selvom opbygningen klart fører dem ind i kategorien bilfærger.
Alt efter færgerutens længde, kan der mere eller mindre service om bord i form af cafeteria, restaurant, kiosk eller kahytter. På korte ruter kan der blot være etableret et antal siddepladser til dem, der stiger ud af bilen under overfarten.